# Alpena (Arkansas)
Alpena – miasto w Stanach Zjednoczonych, w stanie Arkansas, w hrabstwie Carroll.